# Франчишек Клеберг
Франчѝшек Клѐберг (на полски: Franciszek Kleeberg) е полски военен генерал, офицер от австро-унгарската армия и командир последователно на Втора и Трета бригада на Полските легиони по време на Първата световна война, бригаден генерал от Полската войска, командир на Самостоятелната оперативна група „Полесие“, с която участва в битката при Коцк (2 – 5 октомври 1939), последната полска отбранителна акция срещу агресията на Третия райх след началото на Втората световна война.